# Marie Sedláčková
Marie Sedláčková (* 13. März 1923 in Horní Sloupnice (Böhmen); † 11. April 1945 im KZ Mauthausen) war eine tschechische antifaschistische Widerstandskämpferin.

## Leben
Nach dem Abitur 1942 auf dem Gymnasium in Litomyšl wollte Sedláčková Medizin studieren, was daran scheiterte, weil die Universität Brünn durch die Behörden des Protektorats Böhmen und Mähren inzwischen geschlossen wurde. Ein ihr angebotenes Studium in Deutschland lehnte sie ab, auch wenn sie die deutsche Sprache gut beherrschte.
Stattdessen nahm sie nach einer Beratung in ihrem Bekanntenkreis am 14. Dezember 1942 eine Beschäftigung im Veterinärinstitut im nahen Ivanovice an. Sie hatte dort den Zugang zum mikrobiologischen Labor, den sie zur Beschaffung von verseuchten Proben nutzte. Diese Stämme ansteckender Krankheiten wurden von ihr gezielt an Personen deutscher Volkszugehörigkeit übertragen und auch an deren Haus- und Zuchttiere in der Umgebung. Mithilfe der Pikrinsäure wurde bei tschechischen Bürgern, die zur Zwangsarbeit abkommandiert wurden, eine Gelbsucht verursacht, so dass ihre Abreise verzögert oder verhindert werden konnte.
Um das Jahr 1944 knüpfte Marie Sedláčková; die schon vorher in verschiedenen zumeist studentischen Widerstandsgruppen aktiv war,  Kontakte zu der Widerstandsgruppe Rada tří, die eine Nachfolgeorganisation der inzwischen aufgeriebenen Gruppe ÚVOD war und auch im Gebiet von Proseč und Litomyšl operierte. Marie Sedláčková betätigte sich unter dem Decknamen Pavla für diese Gruppe als Verbindungsfrau und übermittelte Nachrichten.
Nach ihrer Verhaftung am 10. März 1945 wurde sie ins Konzentrationslager Mauthausen gebracht, wo sie am 11. April 1945 in der Gaskammer starb.
Nach dem Kriegsende erhielt sie in memoriam das Tschechoslowakische Kriegskreuz 1939. 1974 wurde ihr eine Briefmarke der tschechoslowakischen Post in einer Serie mit Widerstandskämpfern gewidmet.